# Bekanamicina
La kanamicina  B (bekanamicina  en la Denominación común internacional [DCI]) es un antibiótico aminoglucósido.